# 杖罪
杖罪（じょうざい）、もしくは杖刑（じょうけい）とは、律令法の五刑の一つ。笞刑に次ぐ軽い刑罰である。木製の杖をもって背中又は臀部を打つ刑である。日本の大宝律令・養老律令では、単に「杖」と記されている。
笞杖の太さ手元で4分（約12ミリ）、先端は3分（約9ミリ）、長さは3尺5寸（約1メートル5センチ）と定められ、受刑者の皮膚を破らないように節目などの凹凸は削られたものが使用された。これを常行杖という。なお、同様の杖が拷問用に使われる場合もあり、これを訊杖と呼んだ。
杖罪を受けるものはあらかじめ刑具をつけずに獄に拘禁された。また、規定の常行杖に違反した場合や受刑者に対して重傷を負わせたり死に至らしめた場合には執行者が処罰される事もあった。回数は罪の重さによって60回から100回までの5段階に分かれていた。笞は郡司による専断による処分が認められていたが、杖罪の決定権は国司が有し、必要によってはこれを専決する事が出来た。また、在京諸司で罪が発覚した場合には杖刑以下は当該諸司の専決事項とした。また、帳内・資人が本主の命に反して罪した場合には本主個人が杖罪以下を執行することが許されていた。
杖の回数と同じ斤量の銅を納めることで罪を回避すること（贖銅）も可能であった。
中国の正史・『隋書』「卷八十一 列傳第四十六 東夷 俀國」には、「其俗殺人強盗及姦皆死盗者計贓酬物無財者没身爲奴 自餘輕重或流或杖」（その俗（中略）自餘は軽重をもって（中略）あるいは杖す）とあり俀國（倭国）において7世紀初頭には既に杖罪が存在していた事が記されており、その起源は少なくとも6世紀にまで遡れるようである。
明の時代には皇帝が直接官僚に対して杖刑を命じる廷杖（中国語版）と呼ばれる超法規的な措置が許されていた。
アイヌ社会ではコタン（集落）で重罪を犯した者を制裁棒（ストゥ）で殴打する刑罰があった。
マレーシアでは2018年に宗教裁判に基づいて公開杖打ち刑が執行された。

## 注
1. ↑  隋書 卷八十一 列傳第四十六 東夷傳 俀國
2. ↑  岩本真利絵『明代の専制政治』（京都大学出版会、2019年）P27.
3. ↑  同性愛の女性2人に公開つえ打ち刑　マレーシア - BBC